# Beside You in Time
A Beside You in Time (HALO 22) egy Nine Inch Nails koncertfilm, mely 2007. február 26-27-én jelent meg Európában, illetve az Amerikai Egyesült Államokban. A DVD a 2006-os With Teeth turnéról összeválogatott felvételeket tartalmaz, valamint extraként 2005-ös próbafelvételek is kerültek a kiadványra. A koncertfilmet duplarétegű DVD-lemezen, HD DVD-n és Blu-rayen egyaránt kiadták.

## Számsorrend

### North American winter tour 2006
1. Love Is Not Enough
2. You Know What You Are?
3. Terrible Lie
4. The Line Begins to Blur
5. March of the Pigs
6. Something I Can Never Have
7. Closer
8. Burn
9. Gave Up
10. Eraser
11. Right Where It Belongs
12. Beside You in Time
13. With Teeth
14. Wish
15. Only
16. The Big Come Down
17. Hurt
18. The Hand That Feeds
19. Head Like a Hole

### Extrák

#### North American summer tour 2006
1. Somewhat Damaged
2. Closer
3. Help Me I Am In Hell
4. Non-Entity
5. Only

#### Videóklipek
1. The Hand That Feeds
2. Only

#### Próbafelvételek
1. The Collector
2. Every Day Is Exactly The Same
3. Love Is Not Enough

## Közreműködők
- Trent Reznor – ének, gitár, billentyűs hangszerek, csörgő
- Jeordie White – basszusgitár, gitár, billentyűs hangszerek, vokál
- Alessandro Cortini – szintetizátor, gitár, vokál
- Aaron North – gitár, vokál
- Josh Freese – dobok
- Jerome Dillon – dobok (csak a 2005-ös felvételeken)